# 白清元
白清元（1970年11月—），男，汉族，内蒙古固阳人，中华人民共和国政治人物，

## 人物经历
曾任内蒙古自治区市场监督管理局局长，中国国民党革命委员会中央委员会常务委员，第十三届全国政协委员。2023年1月，当选为内蒙古自治区人民政府副主席。
2024年7月，任国家市场监督管理总局副局长。